# イシュトバーン・ロージャヴェルギ
イシュトバーン・ロージャヴェルギ（István Rózsavölgyi、1929年3月30日 - 2012年1月27日）は、ハンガリーの陸上競技選手。1960年ローマオリンピックの銅メダリストである。苗字の発音はハンガリー語では[ˈroːʒɒvøːlɟi]で、ロージャヴェールジに近い。

## 経歴
ロージャヴェルギは1950年代中盤に陸上競技の中距離種目で世界をリードしたハンガリー選手の一人である。彼らはブダペストでコーチのミハーイ・イグローイのもとでトレーニングを行っていた。彼らは、優秀なコーチのトレーニングのおかげで、1953年9月には、4×1500mリレーで世界新記録を達成。ロージャヴェルギも1954年のヨーロッパ選手権に出場を果たしている。
1955年に、1500mでチームメイトの一人であるサーンドル・イハロスが1500mでオーストラリアのジョン・ランディが持っていた3分41秒8の世界記録を1秒更新し、3分40秒8を記録。同じレースでロージャヴェルギは3分42秒8を出している。また同年、別のチームメイトであるラースロー・ターボリも1500mで世界タイ記録を樹立している。彼らは、翌年の1956年メルボルンオリンピックに向けてトレーニングを行っていた。
1956年8月に、ハンガリーのタタにおいて、ロージャヴェルギは1500mで3分40秒6の世界新記録を樹立する。しかしメルボルンオリンピックの直前の10月23日にハンガリー動乱が勃発。動乱を鎮圧するためソ連軍による介入が行われ、国内で多数の犠牲者が出る。この事態に大変なショックを受け、十分に調整が行えず、メンタルな面でも不安定となった選手たちであったが、10000mでヨージェフ・コバックス、3000m障害でサーンドル・ロズニョイが銀メダルを獲得。しかし、ロージャヴェルギは予選で惨敗してしまった。
オリンピック後、ロージャヴェルギはハンガリーに帰国したが、コーチのイグローイやターボリを含めチームメイトの何人かは帰国せず、アメリカに亡命した。
1957年、ロージャヴェルギが持っていた1500mの世界記録は破られ、1958年に行われたヨーロッパ選手権でも4位という結果に終わっている。1959年に、ロージャヴェルギは、自身初となる3分30秒台に突入（3分38秒9）。この年の世界ランク1位となるが、オーストラリアのハーブ・エリオットが1マイルのレースで出した1500mの方が記録として上回っていた。
ロージャヴェルギは、1960年に2度目のオリンピックとなるローマオリンピックに出場。無敗を誇るエリオット断然優勝候補であった。9月6日に行われた決勝レースは、2周を過ぎたところでエリオットがトップに立つと、そのまま他を寄せ付けず3分35秒6の世界新記録で優勝。ロージャヴェルギは、フランスのミシェル・ジャジに次いで3位となり銅メダルを獲得。前回の雪辱を果たした。
ロージャヴェルギはこの年を最後に国際大会から引退。1962年にはすべての競技から引退した。
2012年1月27日、長期間の闘病生活の末に永眠。82歳没。

## 自己ベスト
- 800m - 1分48秒4
- 1000m - 2分19秒0 (1955年)
- 1500m - 3分38秒8 (1960年)
- 1マイル - 3分59秒0
- 2000m - 5分05秒2 (1955年)
- 3000m - 7分53秒4 (1956年)
- 5000m - 13分59秒8 (1961年)

## 主な実績
| 年   | 大会                 | 場所                         | 種目  | 結果 | 記録      |
| ---- | -------------------- | ---------------------------- | ----- | ---- | --------- |
| 1958 | ヨーロッパ陸上選手権 | ストックホルム(スウェーデン) | 1500m | 4位  | 3分42秒27 |
| 1960 | オリンピック         | ローマ(イタリア)             | 1500m | 3位  | 3分39秒2  |

## 脚註
1. ↑  Legendárny Rózsavölgyi prehral boj s ťažkou chorobou Sportky 2012-1-27